# Tarim (grad)
Tarim (arapski: تريم), je drevni grad na jugu Jemena, udaljen oko 540 km jugoistočno od glavnog grada Sane i 35 km od regionalnog središta Sajuna. Grad ima 48,079. stanovnika (popis iz 2004.)
Tarim je vjersko i učilišno središte muhafaze Hadramaut, leži u dolini Vadi Hadramaut najvećem povremenom vodotoku i najvećoj kotlini u Jemenu. Udaljen je 176 km od obala Indijskog oceana.
Tarim je poznat po svojoj medresi Dar al-Mustafa, vjerskom islamskom učilištu.

## Predislamsko doba
Dolina Hadramaut je ljudsko stanište od kamenog doba. Gospodarska važnost antičkog Hadhramauta počivala je na trgovini tamjanom. Himjaritska civilizacija cvjetala od oko 800. g. pr. Kr. do 400. god. naše ere, kada je trgovina tamjanom skrenula iz Vadi Hadramauta na novootvoreni pomorski pravac preko Adena i Crvenog mora.
Na početku 6. stoljeća, Etiopljani su provalili u Jemen, uz podršku Bizanta koji je na taj način htio zaštititi kršćane od tadašnjih jemenskih vladara iz Najrana, koji su ih silili da prihvate judaizam. Jemenska plemena potražila su pomoć protiv etiopskih agresora kod sasanidskih vladara Perzije. Krajnji rezultat te pomoći bio je taj da su Perzijanci preuzeli kontrolu nad Hadramautom oko 570. godine. Jedini trag njihove prisutnosti koji je opstao do danas su ruševine utvrde Husn al Urr, između Tarima i Qabr Huda.

## Razdoblje širenja islama
Badhan, perzijski vladar Sane prihvatio je islam 625. godine, a potom su ga prihvatili i ostali dijelovi Jemena. Većina arapskih povjesničara slažu se u mišljenju da je grad Tarim osnovan u četvrtom stoljeću prije Hijre (2. st. naše ere). Žitelji Tarima prihvatili su islam na samom njegovom početku, tad se po predanji delegacija iz Hadhramauta sastala s prorokom Muhamedom u Medini u desetoj godini Hijre (631.). Tarim često zovu i Grad Al-Siddiqija, u čast Abu-Bakr al-Siddiqa, prvog kalifa u sunitskom islamu (vladao 632. – 634.). 
Prvi Rabat (islamsko sveučilište), osnovan je u Zabidu u 11. st., a nešto kasnije i u Tarimu, koji djeluje do danas.
Planinsko pleme Hamdani iz okolice Sane, na čelu s Amirom Badr IbnTawariq Kathirijem, provalilo je u Hadhramaut i uspjelo osnovati svoju feudalnu tvorevinu - dola, prvo u Tarimu, a potom u obližnjem Sajunu (u kojem su vladali od 1516. do 1967.). 

## Britanci i dinastija Qu’aiti 1882. – 1967.
Teška katastrofa pogodila je dolinu Hadhramaut 1809. godine nakon vehabističke invazije iz Saudijske Arabije. Tad je uništena gomila vrijednih rukopisa i knjiga iz sveučilišne knjižnice Rabat. Vehabisti nisu dugo vladali Tarimom, ali je njihova kratkotrajna vlast uništila privredu grada. Zbog tog se povećalo iseljavanje iz grada i okolice, osobito u indijski Hyderabad, gdje su dobivali posao kod lokalnog guvernera (Nizama) kao plaćeni vojnici. Iz tog vremena je i događaj da je obični najamni vojnik iz Hadhramauta po imenu Omar bin Awadh al Qu'aiti uspio napredovati do časničkog čina u indijskoj vojsci (jemadar) i zaraditi pravo bogatsvo. Umar je sa zarađenim novcem i stečenim ugledom uspio u svojoj domovini nakupovati svu vrijedniju zemlju osim terena oko Sajuna i Tarima. Bogatstvo mu je omogućilo da utemelji vlastitu feudalnu dinastiju Quaiti krajem 19. stoljeća, nakon toga potpisao je sporazum s britancima 1888., i stvorio vlastiti sultanat Qu'aiti 1902. koji je bio sastavni dio britanskog vazalnog Protektorata Aden.
Sultan Qu'aitija - Saleh bin Ghalib (vladao 1936. – 1956.) po uzoru na Britance iz Adena uveo je moderniji način uprave i prosvjećeniju administraciju, i želio po svaku cijenu modernizirati svoj sultanat, ali mu je nedostajalo sredstava. Zbog toga je pristao na povratak jemenskih iseljenika, pogotovo onih koji su poput obitelji al-Kaf (porijeklom iz Tarima) zaradili pravo bogatstvo u Singapuru, a željeli su investirati dio svog bogatstva u domovinu. Obitelj al-Kaf predvođena šeikom Abu Bakrom al-Kafom doista je investirala u izgradnju moderne ceste Tarim - Shihr, nadajući da će to pomoći većem prometu robe u Hadhramaut, ali su naišli na veliki otpor kod plemena (vlasnika deva) koja su držala monopol nad karavanskim putevima ali i nad trgovinom između obale i unutrašnjosti Jemena, tako da je njihov poduhvat doživio fijasko.
Uz posredovanje britanskog časnika Harolda Ingramsa i novčanu potporu šeika Abu Bakra al-Kafa potpisan je mir u veljači 1937. između vječito zaraćenih susjednih sultanata Qu'aiti (Tarim) i Katiri (Sajun ), što je bio jedinstveni događaj u vječno sukobljenom i zaraćenom Jemenu. Taj mir poznat i kao “Igrimov mir“ dovelo je do neke stabilnosti i pozitivno uticao na daljni razvoj Hadhramauta.

### Novo doba od 1967. do danas
Nakon britanskog povlačenja iz Južnog Jemena 1967., vlast je preuzela Narodnooslobodilačka fronta, kojom su rukovodili radikalni marksisti. Tarim je kao i cijeli južni Jemen ušao u sastav nove države Narodne Demokratske Republike Jemen, koja je ustrojena po sovjetskom obrascu. Nova vlast je potiskivala religiju, islamska ulema je marginalizirana, žene su morale ići bez zara, a liberalizirana je i konzumacija alkohola. Ipak te radikalne promjene nisu uhvatile dublje korijene u izoliranom Hadhramautu. Nakon ujedinjenja zemlje provedene 1990. komunisti su skinuti s vlasti, a Hadhramaut se okrenuo prema vjerskom konzervativizmu.

## Gradske znamenitosti

### Mošeje i knjižnice
Procjenjuje se da Tarim imao čak 365 mošeja (džamija), jedna od njih  Sirjis, datira iz 7.st. stoljeća. Između 17. i 19. stoljeća, ova džamija je imala veliki utjecaj na islamsko vjersko učenje. Najpoznatija džamija iz Tarima je al-Muhdar sa svojim 46 metarskim minaretom podignutim od adobe opeke, (najviši minaret u Jemenu). Minaret su osmislili lokalni pjesnici Abu Bakr bin Shihab i Alawi Al Mash'hūr. Minaret je po njihovim zamislima dovršen 1914.,  džamija je ime dobila po Omaru Al-Muhdaru, muslimanskom lideru koji je živio u gradu tijekom 15. stoljeća.
U Tarimu je smještena i velika vjerska knjižnica al-Kaf, u sklopu džamije Al-Jamea u kojoj se čuva više od 5.000 rukopisa iz brojnih područja; od strogo religioznih, ili islamskih zakona, sufizma, medicine, astronomije, poljoprivrede, biografija, povijesti, matematike, filozofije i logike.
Mnogi od ovih rukopisa stari su po nekoliko stotina godina i popraćeni su ilustracijama u boji. Za 300 - 400 rukopisa se drži da su unikatni primjerci u cijelom islamskom svijetu. Kako je Tarim veliki vjerski učilišni centar, godišnje knižnicu pohodi do 4.780 posjetioca ( procjena iz 1996.)

### Gradske palače
Tarim je poznat i zbog svojih tridesetak palače izgrađenih između 1870. i 1930. Tijekom druge polovice 19. i početkom 20. stoljeća, trgovačke obitelji iz Hadhramauta stekle su popriličan imetak, osobito se obogatila obitelj al-Kaf. Dio članova te obitelji stekao je ugled vjerskih učenjaka. Istovremeno, oni su bili prvi koji su prihvatili nove ideje zapadnog svijeta (Britanije) tako da su bili inicijatori modernizacije grada i gradnje većih javnih objekata. Njihova obiteljska palača svjedoči o društvenoj eliti kolonijalnog doba. Tarimske palače izgrađene su kao mješavina arhitektonskih stilova britanske kolonijalne arhitekture 19. stoljeća od Indije, klasicizma, rokokoa, art nouvea do funkcionalizma. Ono što je interesanto je činjenica da je vanjština tih palača pratila tadašnju modu, ali su konstrukciono građene tisućljetnim hadramskim tehnikama od nepečene cigle i vapna.
Među Tarimskim palačama ističe se niz vila - Qasr al-'Ishshah, koji je izgradio šeik Umara al-Kafa novcem zarađenim u Singapuru (Grand Hotel de l'Europe). Zgrade su nicale od 1890. do 1930. kako je rasla obitelj tako su se podizale kuće. Ove vile imaju bogatu štuko dekoraciju na svojim pročeljima. Od 1997. god., u jednom dijelu ovog niza smješten je Muzej.

## Klimatske prilike
Tarim poput cijelog Hadhramauta ima izuzetno vruću i suhu klimu. Prosječna godišnja temperatura je 26.7°C, ljeti se penje i iznad 37.8°C a zimi je prosjek 21.1°C. Kiše su prava rijetkost, prosječno padne samo 73 mililitara na godinu, ali se zna desiti da kad padne to ispadne pravi potop.

## Promet
Najbliža zračna luka do Tarima je ona u Sajunu udaljena oko 30 kilometera. Jedine međunarodne zračne linije su one za Jeddah (Saudijska Arabija), Dubai i Abu Dhabi u Ujedinjenjenim Arapskim Emiratima. Redovno prometuje domaća linija za Sanu, koja je udaljena oko 540 kilometera i do koje put autobusom traje 6-8 sati.

## Kultura i obrazovanje u Tarimu
Dolina Hadhramaut je vjerojatno najreligiozniji dio Jemena, po nekima u Tarimu ima više džamija nego u cijeloj Saudijskoj Arabiji. Hadhramaut je kraj u kojem mješavina plemenskih i islamskih tradicija određuje cjelokupni život stanovnika. I pored toga što žive u gradovima, Hadhramisi još uvijek žive pod velikim uticajem svojih plemenskih uzusa, iako to danas nije toliko snažno kao što je bilo do nedavno.
Vjerska aristokracija (sajidi), koja za sebe tvrdi da vuče svoje porijeklo od proroka Muhameda, ima izuzetno mjesto u vjerskom ali i svjetovnim životu Tarima. 

### Učilište Rabat Tarim
Rabat Tarim je vjersko sveučilište, islama i arabistike, koje svoje korijene vuče iz 11. st., ponovno je utemeljeno 1886., od strane tarimskih uglednika; Muhameda bin Salem Assrija, Ahmeda bin Omar al-Shatrija, Abdula-Qader bin Ahmed al-Haddada, Ahmeda bin Abdul-Rahman al-Junēda i Muhameda bin Omar Arfana. Škola je otpočela s radom 2. listopada 1887. pod vjerskim nadzorom muftije Hadhramauta, Abdula-Rahmana Bin Mohammeda Al-Meshhūra. Za vrijeme Narodne Demokratske Republike Jemen učilište Rabat je 1979. godine zatvoreno, nakon ujedinjenja Jemena, ponovno je pokrenuto 1991. godine.
Prema statistikama iz 2007., broj učenika koji su završili Rabat Tarim je 13.000. Trenutačno je u Rabat Tarimu oko 300 stranih, te 1500 jemenskih studenata. Velik dio diplomanata iz Rabata, nakon studija odlazi u inozemstvo i rade na propagandi islama i osnivanju islamskih vjerskih institucija. Najpoznatiji diplomant među polaznicima Rabata Tarim je vjerojatno Abdul Rahman Al-Mash'hūr.

### Učilište Dar al-Mustafa
U istočnom dijelu grada Tarima nalazi se islamsko vjersko učilište Dar al Mustafa sa svojim sestrinskim učilištem za arabistiku Badr. Školom upravlja šeik Habib Omer bin Hafiz koji je poznati islamski duhovni vođa. Na Dar Al Mustafi je 2007. bilo oko 250 učenika. Učilište Dar al-Mustafa poznato je u islamskom svijetu po svojim ljetnim tečajevima od 40 dana (srpanj-kolovoz) znanih kao Dowra.

### Učilište Dar al-Zahra
Dar al-Zahra je sestrinsko učilište Dar al-Mustafe namijenjeno ženama.
- U srpnju 2009. Tarim je proglašen islamskom kulturnom metropolom za 2010. od strane Islamske organizacije za obrazovanje, znanost i kulturu.[9]

## Vanjske poveznice
- Engseng Ho: The Graves of Tarim: Genealogy and Mobility across the Indian Ocean, University of California Press  Arhivirana inačica izvorne stranice od 22. veljače 2008. (Wayback Machine) (engl.)
- The Tarim Documentation Project, Columbia University  Arhivirana inačica izvorne stranice od 8. svibnja 2014. (Wayback Machine) (engl.)
- Učilište Dar Al-Mustafa  Arhivirana inačica izvorne stranice od 18. rujna 2012. (Wayback Machine) (engl.)